# Dorfkirche Reinberg

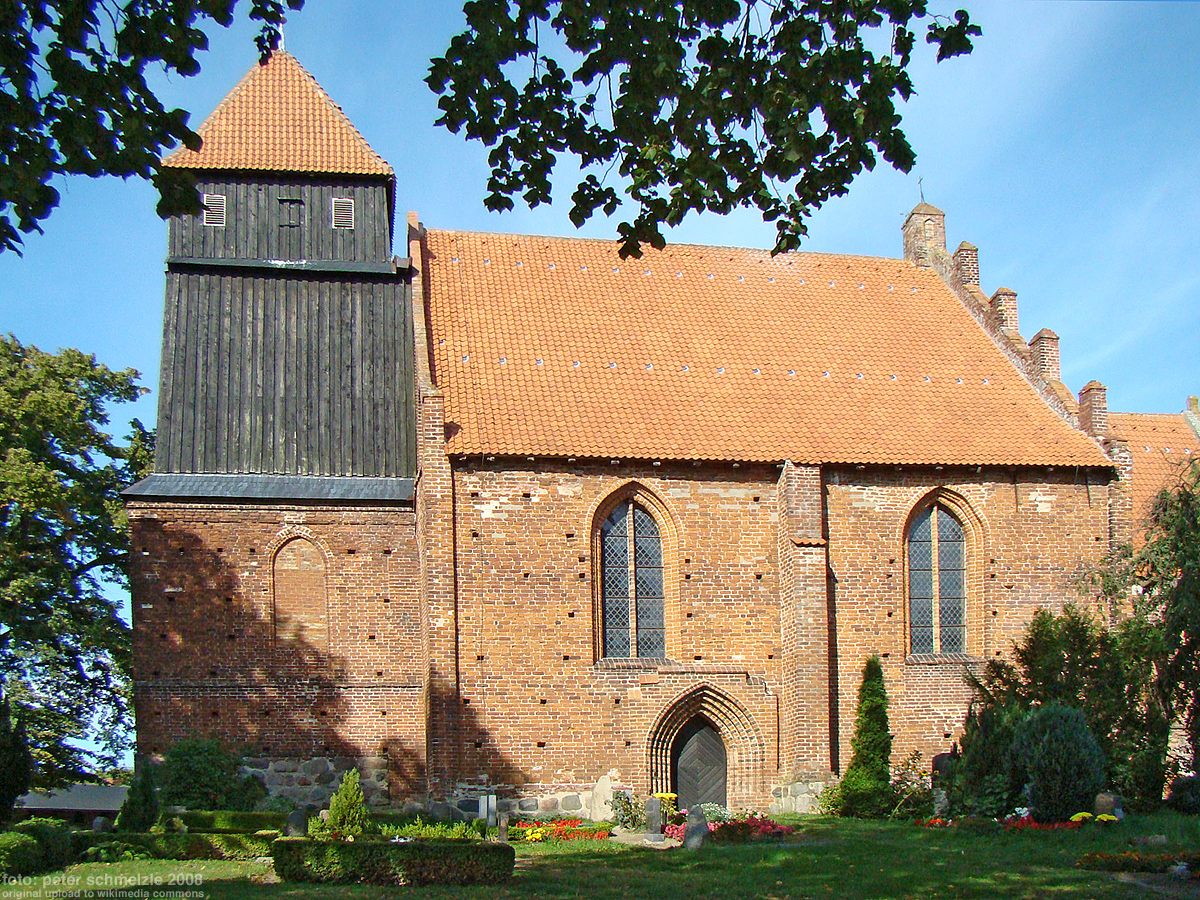
Dorfkirche Reinberg

Die Dorfkirche Reinberg ist eine aus dem 13. Jahrhundert stammende Kirche in dem vorpommerschen Dorf Reinberg in der Gemeinde Sundhagen.

## Geschichte
Mit dem Bau der Kirche wurde Mitte des 13. Jahrhunderts begonnen; zunächst wurde der Chor errichtet. Die Weihurkunde ist nicht mehr vorhanden, daher kann kein genaueres Datum angegeben werden. In der ersten Hälfte des 14. Jahrhunderts wurde das Langhaus gebaut. Ende des 14./Anfang des 15. Jahrhunderts erweiterte man die Kirche um einen Westturm. Die Stadt Greifswald verlieh das Kirchenpatronat 1456 an ihre Universität. Die Sakristei an der Nordwand des Chores stammt aus dem 15. Jahrhundert. Nach 1570 fiel das Patronat an die Stadt zurück.
In den Jahren 1973 bis 1989 führte die Kirchgemeinde umfangreiche Restaurierungsarbeiten durch, bei denen unter anderem die mittelalterliche Ausmalung entdeckt und freigelegt wurde. In dieser Zeit baute man auch den Altar ab und lagerte ihn auf dem Dachboden der Kirche.

## Äußeres
Es handelt sich um eine dreischiffige Kirche aus Backstein. Die zweijochige Halle besitzt einen eingezogenen, quadratischen, einjochigen Chor aus Feldstein.
Den Chor schmückt ein umlaufender, rundbogiger Konsolfries. Im Westen ist ein quadratischer Kirchturm in Mittelschiffsbreite aus Backstein erhalten. Der Backsteingiebel im Osten weist eine gestaffelte Fenstergruppe (drei Fenster) auf, eine gestaffelte Spitzbogenblende und einen ansteigenden Rundbogenfries. Das Langhaus hat an den Ecken Lisenen sowie Strebepfeiler an den Längsseiten.

## Ausstattung

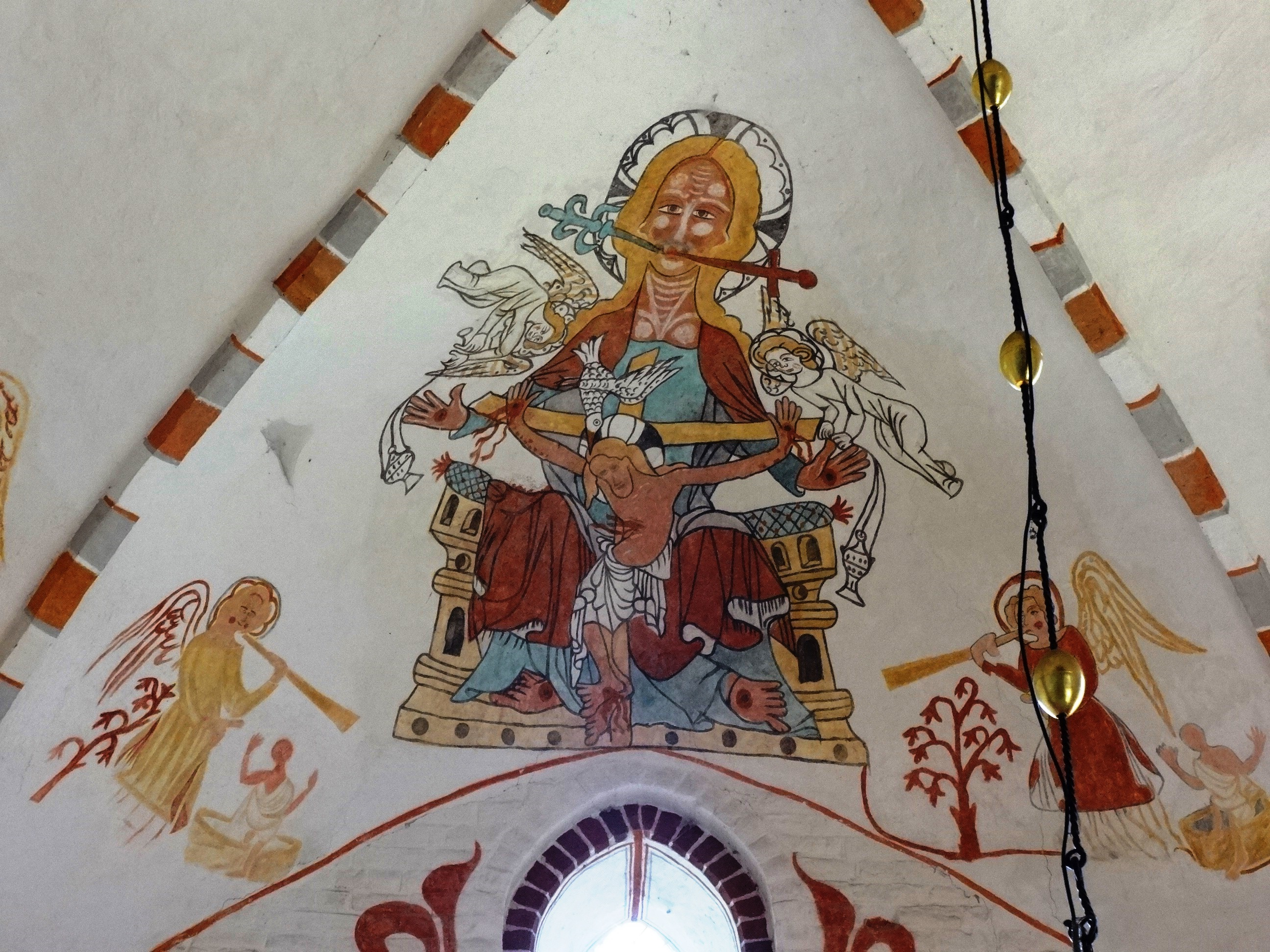
Weltenrichter im Chor

Der Chor ist mit einem Kreuzrippengewölbe und die Sakristei mit einem Sterngewölbe geschlossen. Das Langhaus hat eine flache Holzbretterdecke, die auf den Einbau einer Wölbung vorbereitet ist. Zwischen den achteckigen Pfeilern befinden sich spitzbogige Arkaden. Die Malerei im Chor stammt aus dem 14. Jahrhundert.
Der Taufstein stammt aus dem 14. Jahrhundert. Die Kanzel mit Schalldeckel wurde 1722 gefertigt. Ihr Korb steht auf Streben, die mit Voluten, Akanthus und Engelsköpfen verziert sind. Dazwischen ist zu lesen: „Wer Ohren hat zu hören, der höre (Lukas 8, 8)“. Auf dem Schalldeckel befindet sich der Engel des Jüngsten Gerichts. Darunter sind die Worte zu sehen: „Himmel und Erden vergehen – meine Worte vergehen nicht (Lukas 24,33)“.

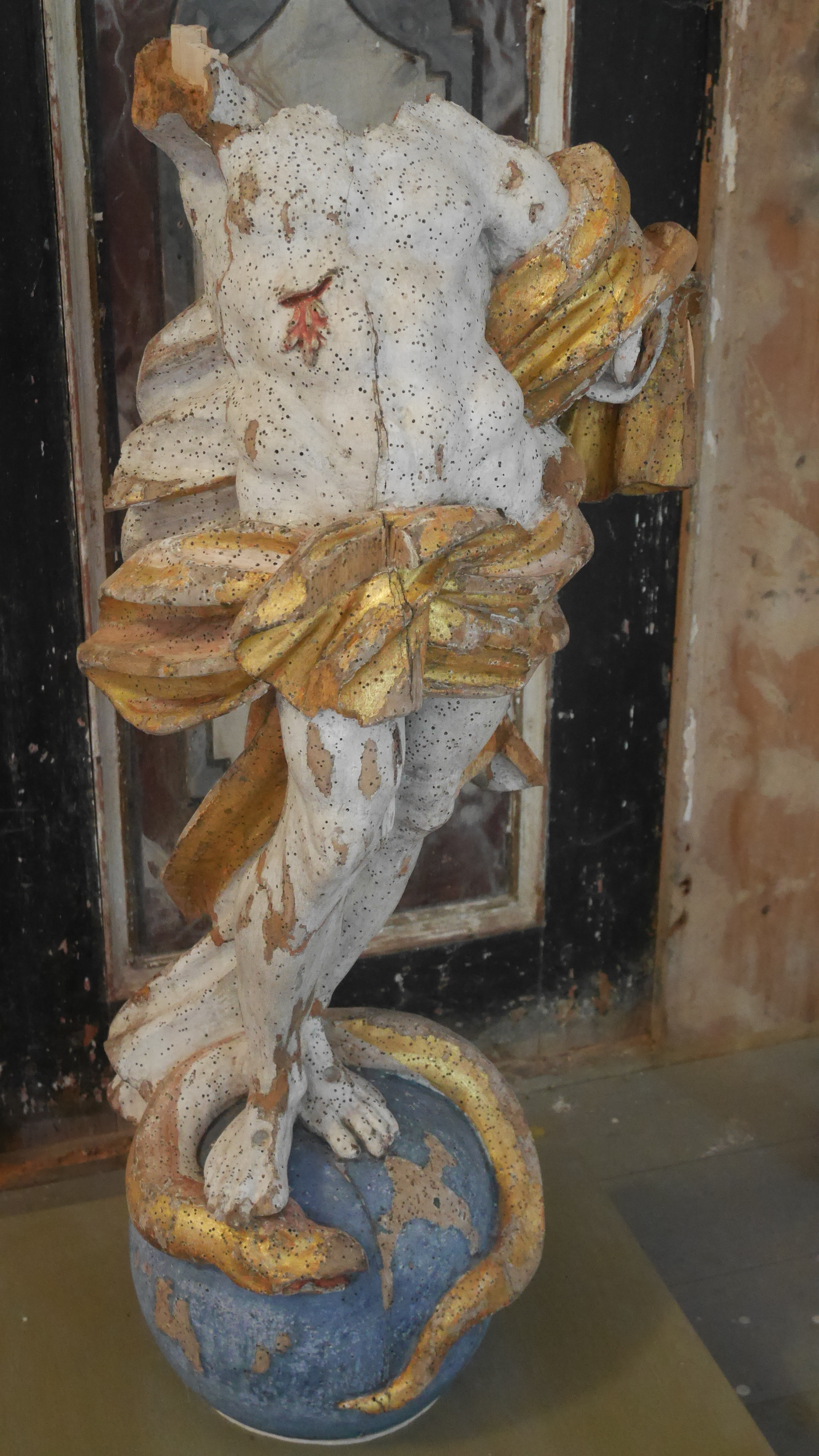
Skulptur Retabel

Der Altaraufsatz wurde 1726/1727 von Elias Keßler aus Stralsund angefertigt (nach Karl Möller: Stralsunder Bildhauerkunst des 18. Jahrhunderts stammt das Werk wahrscheinlich von Gehilfen Keßlers) und ist in den 1970/80er Jahren abgebaut worden, die Bemalung stammt vom Stralsunder J. Pieron. Der Altar lag rund 20 Jahre auf dem Dachboden der Kirche. Steffen Czirnia aus Leipzig dokumentierte seinen Zustand. Die komplette Ornamentik war beschädigt, einzelne Teile durch Wurmfraß instabil geworden. Durch eine Spende konnte der Restaurator Reinhard Labs ihn sichern, so dass er seit 2005 an der Südwand der Kirche aufgestellt werden konnte.
An der Chordecke befindet sich ein Bild, das Christus als Weltenrichter darstellt. Aus seinem Mund wachsen sowohl ein Schwert wie auch eine Lilie. Sie steht für die Gnade: „Die Wüste und Einöde wird frohlocken, und die Steppe wird jubeln und wird blühen wie die Lilien“ (Jesaja 35,1). Das Schwert deutet an, dass das Jüngste Gericht gekommen ist: „Das Wort Gottes ist lebendig und kräftig und schärfer als jedes zweischneidige Schwert, und dringt durch, bis es scheidet Seele und Geist, auch Mark und Bein, und ist ein Richter der Gedanken und Sinne des Herzens.“ (Hebräer 4, 12).
1838 wurde die Orgelempore angefertigt, die Patronatslogen stammen aus der ersten Hälfte des 17. Jahrhunderts sowie aus dem Jahr 1818. Ebenfalls aus der ersten Hälfte des 17. Jahrhunderts stammt das Gestühl. Weiterhin finden sich in der Kirche mehrere Grabplatten von 1759, 1760, 1765 und 1769.
Die beiden Glocken der Kirche stammen aus dem 14. und der Mitte des 15. Jahrhunderts.

## Orgel
Die Orgel stammt von Barnim Grüneberg aus dem Jahre 1867 mit der Opuszahl 97. Sie hat ein Manual und 9 Register.
In einem Bericht über die Kirche heißt es zur Orgel: Im Jahr 1838 war dem Altar gegenüber ein Orgelchor für eine Orgel gebaut worden. Das Orgelpositiv wurde von dem Greifswalder Organisten Rühe aus den Pfeifen der alten Orgel der dortigen Nikolaikirche zusammengesetzt. Doch erst am Sonntag Quasimodogeniti des Jahres 1841 konnte die Einweihung der Orgel stattfinden, nachdem vorher mit Hilfe einer Sammlung noch einmal eine gründliche Reparatur vorgenommen und eine passende Verkleidung geschaffen worden war. Aber schon 1867 war mit dieser Orgel nichts mehr anzufangen, sie war nicht mehr spielbar. In diesem Jahre wurde darum eine neue, die jetzige Orgel, ein Werk des bekannten Orgelbauers Grüneberg, aufgestellt und eingeweiht.

## Reinberger Linde und Sühnestein
Unmittelbar neben der Kirche steht die Reinberger Linde, deren Alter auf etwa 1000 Jahre geschätzt wird und die damit vermutlich älter als die Kirche ist. Beim Kirchhof steht außerdem ein Sühnestein aus der Mitte des 15. Jahrhunderts. Der Stein ist knapp 60 cm breit und 2,20 m hoch und erinnert an Hayno van der Barke, der einem Totschlag zum Opfer fiel. Der Getötete ist links unten auf dem Stein abgebildet, in der Mitte Christus am Kreuz mit Sonne und Mond und darüber im oberen kreisförmigen Teil ein Eisernes Kreuz. Die Figur des Getöteten fleht zum Heiland mit den Worten miserari mei do[mino] (Herr, erbarme dich meiner). Um das Eiserne Kreuz besagt ein Schriftband orate pro hayno von der beken (Betet für Hayno von der Beken). Zu der mit dem Stein gesühnten Tat gibt es verschiedene Sagen und Legenden.

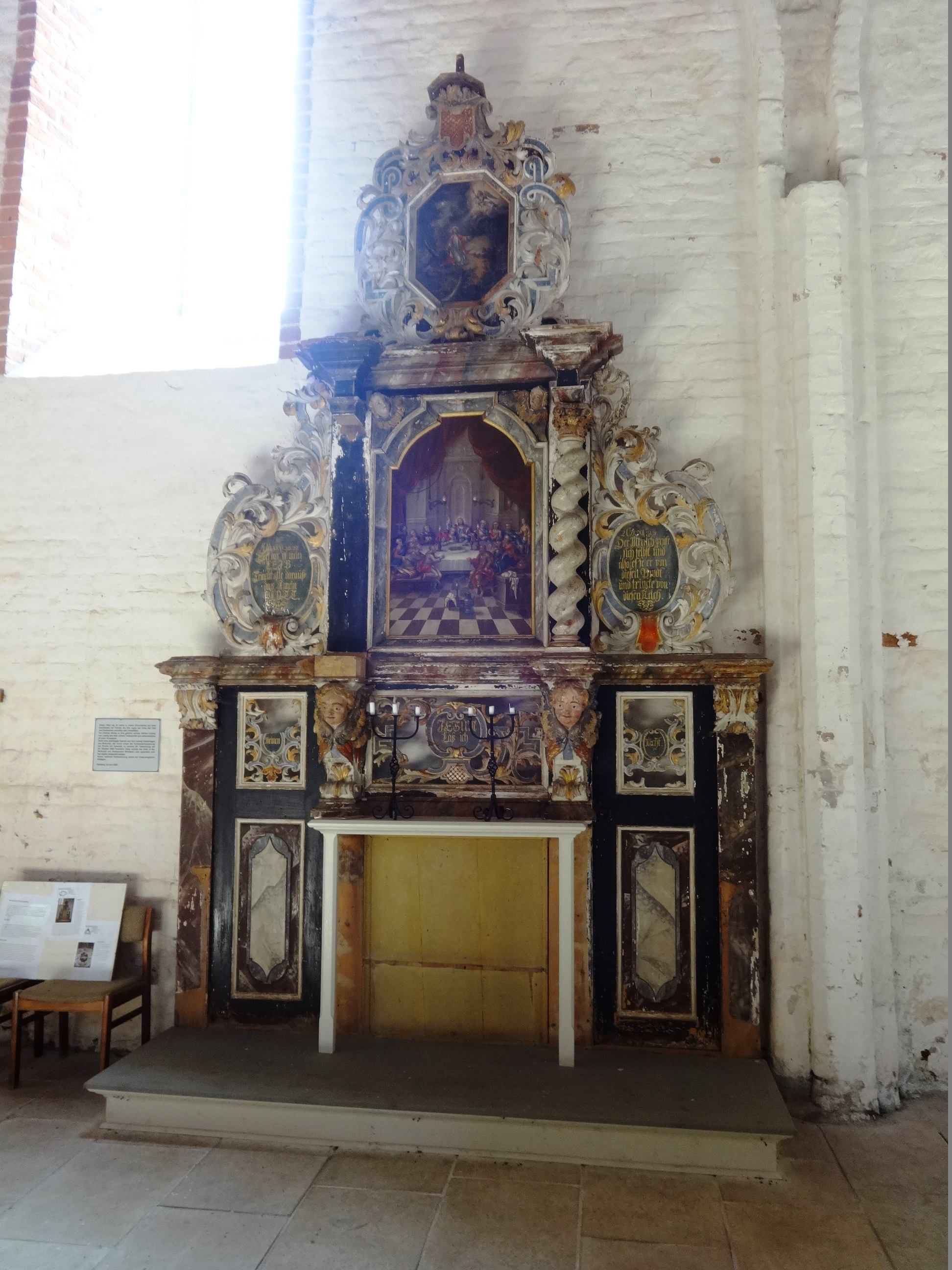
Abgebauter Altar
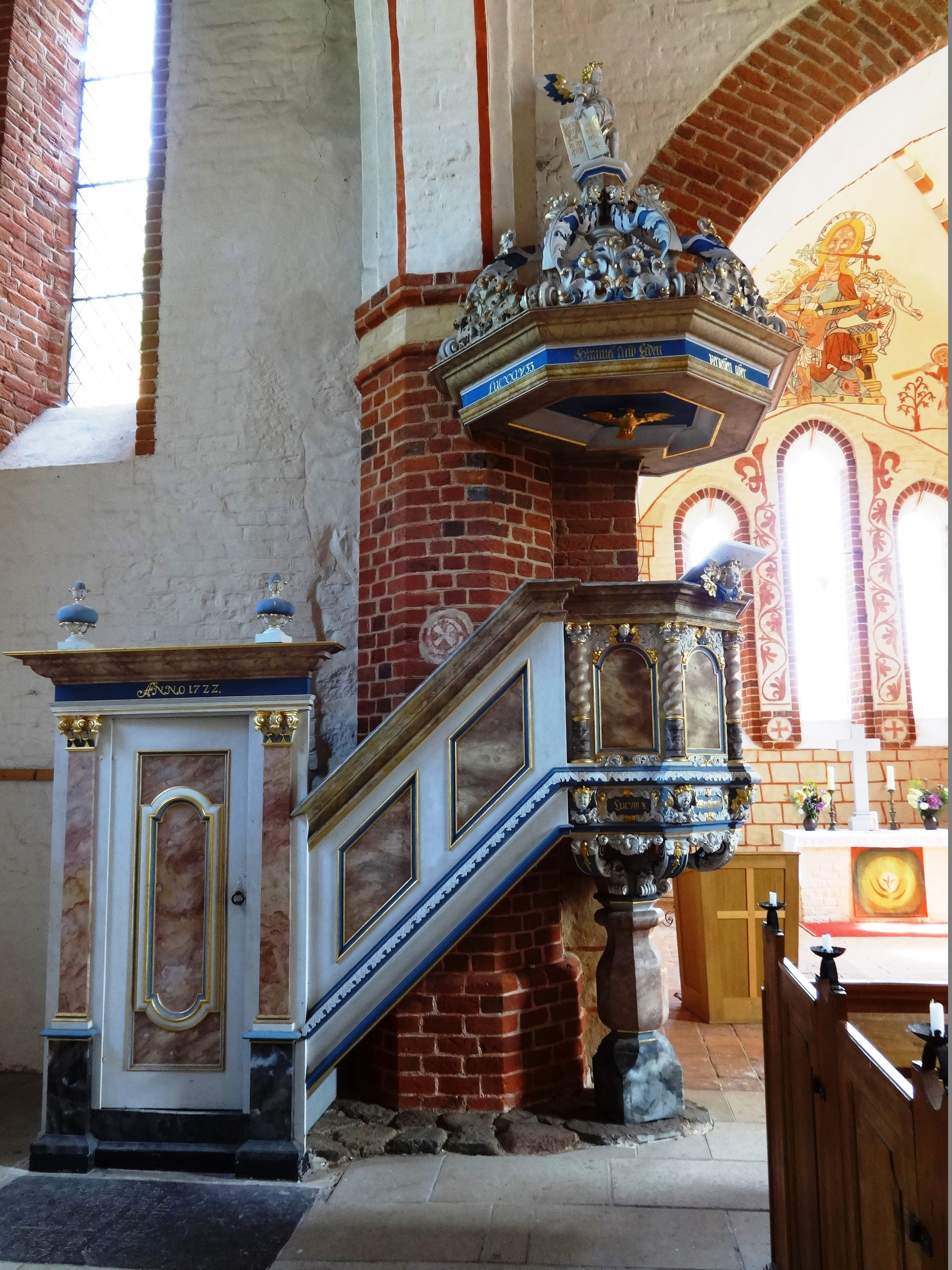
Kanzel
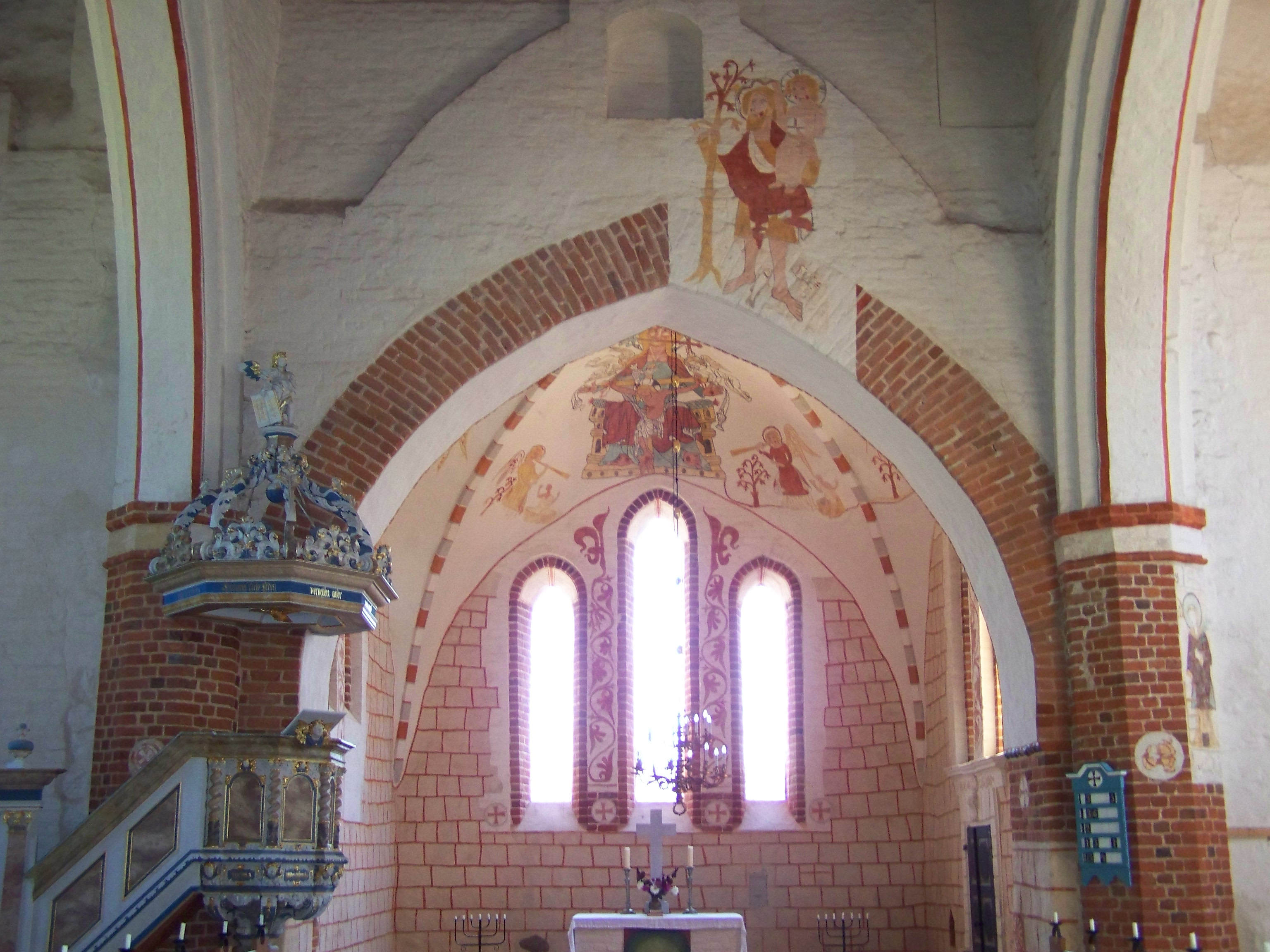
Kanzel, Altar
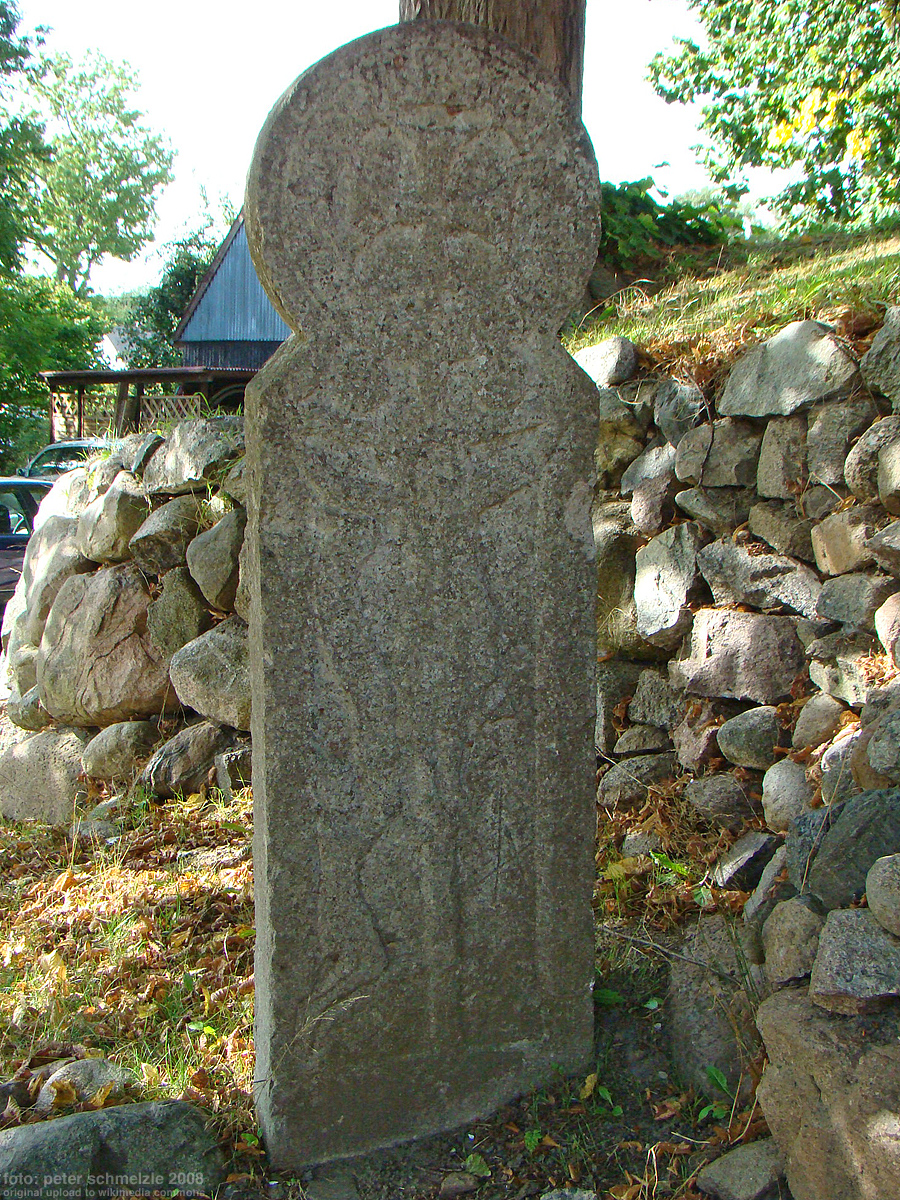
Sühnestein
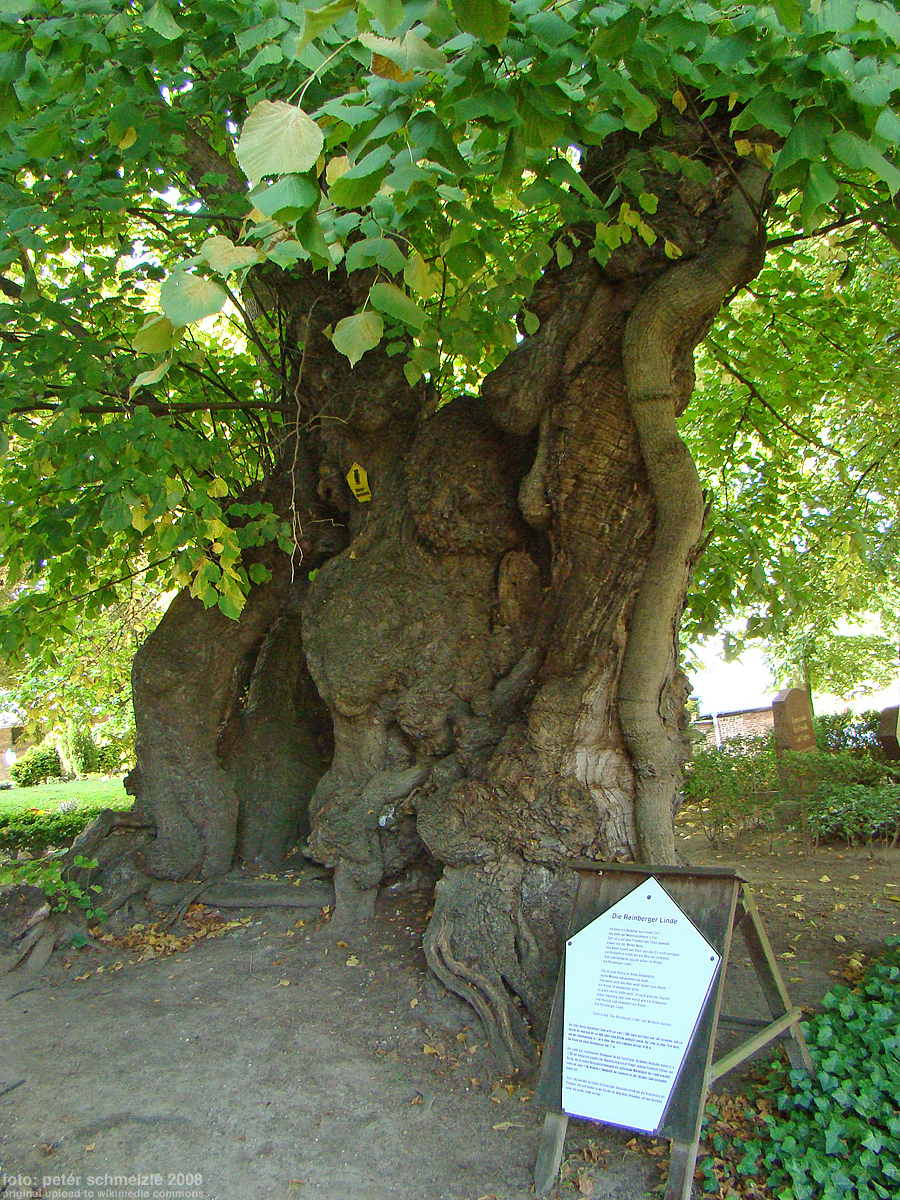
Linde